# Vänersborgs isstadion
Vänersborgs isstadion är en bandyanläggning i Vänersborg i Sverige, tidigare hemmaplan för i IFK Vänersborg.
Huvudläktaren är 13 meter hög och helt byggd i trä. Den stod klar till säsongen 2002/2003 tack vare hårt arbete av byggprogrammet på Birger Sjöberggymnasiet i Vänersborg. Samma säsong, 2002/2003, blev Vänersborgs isstadion utsedd till årets bandyarena av Svenska Bandyförbundet.
Sommartid används isstadion sedan 2005 som fotbollsplan tack vare konstgräs.
Natten mellan den 19 och 20 september 2008 drabbades anläggningen av en brand då huvudläktaren förstördes till två tredjedelar. Även omklädningsrummen förstördes, och därmed material för klubbarna Blåsut BK och Vargöns BK. Dessutom skadades kylaggregatet, och belysningen tog skada. Branden upptäcktes vid 02.30-tiden av två väktare som befann sig vid en närliggande bensinstation . Redan några dagar senare var dock läckorna i kylsystemet tätade, och hotat att flytta premiären till annan bana undanröjdes. Det beslutades att den nedbrunna läktaren och omklädningsrummen kommer att ersättas av flyttbara läktare och omklädningsrum under säsongen 2008/2009. Två ungdomar, 16 och 18 år gamla, greps och anhölls misstänkta för att ha anlagt branden efter tips från allmänheten.
I september 2009 stod inomhusarenan Arena Vänersborg klar, och har sedan dess ersätt Vänersborgs isstadion som hemmaarena för IFK Vänersborg.
Bandybanan blev konstfryst 1964. Publikrekordet på 7 515 personer sattes den 26 dec. 2001 mot Gripen Trollhättan BK.